# Брентвуд (Англия)
Брентвуд (англ. Brentwood) — город и одноименный район в английском графстве Эссекс. Находится в 30 км от Чаринг-Кросс. Население города составляет примерно 45 000 человек.
Брентвуд — это небольшой, но развивающийся город с насыщенной магазинами главной улицей. В городе около 12 школ, самой известной из которых является Brentwood School. В Брентвуде расположен главный офис «Ford of Britain».

## Этимология
Имя Брентвуд происходит от слов 'Burnt Wood' (сожжённые деревья), и на некоторых старых картах город обозначен как Burntwood.

## История
В мае 1381 года в окрестностях Брентвуда произошёл инцидент, положивший начало крупнейшему в средневековой Англии крестьянскому восстанию.

## География
Брентвуд находится в регионе Восточная Англия, в юго-западной части графства Эссекс, в семнадцати километрах к юго-западу от Челмсфорда — главного города графства. Входит в так называемый «Лондонский пояс пригородной миграции» из которого целесообразно ездить на работу в столицу.

### Близлежащие города

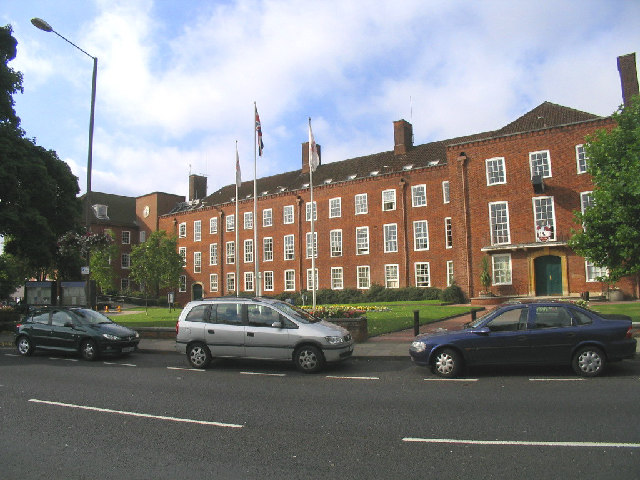
Таунхолл

- Чиппинг Онгар (Chipping Ongar)
- Доддингхерст (Doddinghurst)
- Ингейтстоун (Ingatestone)
- Ингрейв (Ingrave)
- Херонгейт (Herongate)
- Хаттон (Hutton)
- Пилгримс Хетч (Pilgrims Hatch)
- Ромфорд (Romford)
- Шенфилд (Shenfield)
- Уорли-Таун (Warley)

## Население
Население города составляет 45000 человек.

## Экономика

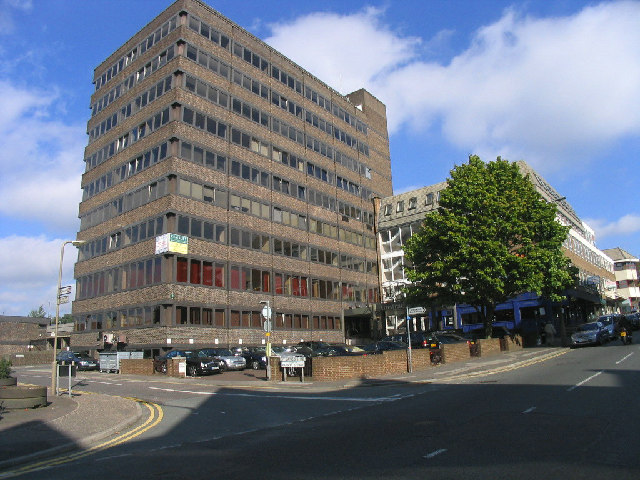
Бывшая штаб-квартира компании «Amstrad»

в 1980-х ведующее место на рынке компьютеров занимала компания «Amstrad», базировавшаяся в Брентвуде.
Одно из отделений «дружеского сообщества» «LV» (Ливерпуль-Виктория), насчитывающего более миллиона вкладчиков находится в Брентвуде.
В послевоенное время пионер прыжков на батуте Джордж Ниссен открыл завод по производству батутов.

## Транспорт и связь

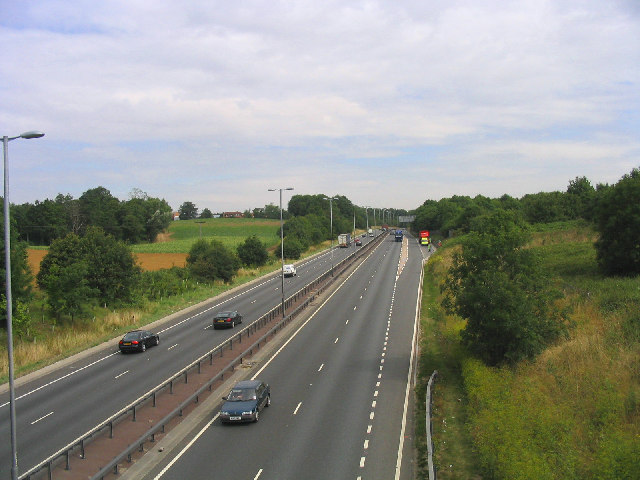
Автодорога «A12»

Железнодорожная компания «Greater Anglia» обслуживает направление, соединяющее станции «Брентвуд» и «Шенфилд» со станцией «Улица Ливерпуль» в Лондоне.
Один из маршрутов лондонской сети автобусных маршрутов связывает Брентвуд с Ромфордом.
Брентвуд связан автодорогой «A12» с лондонской кольцевой автомагистралью «M25».
Город входит в Челмсфордский почтовый район, которому соответствует почтовый код «CM».

## Вооруженные силы

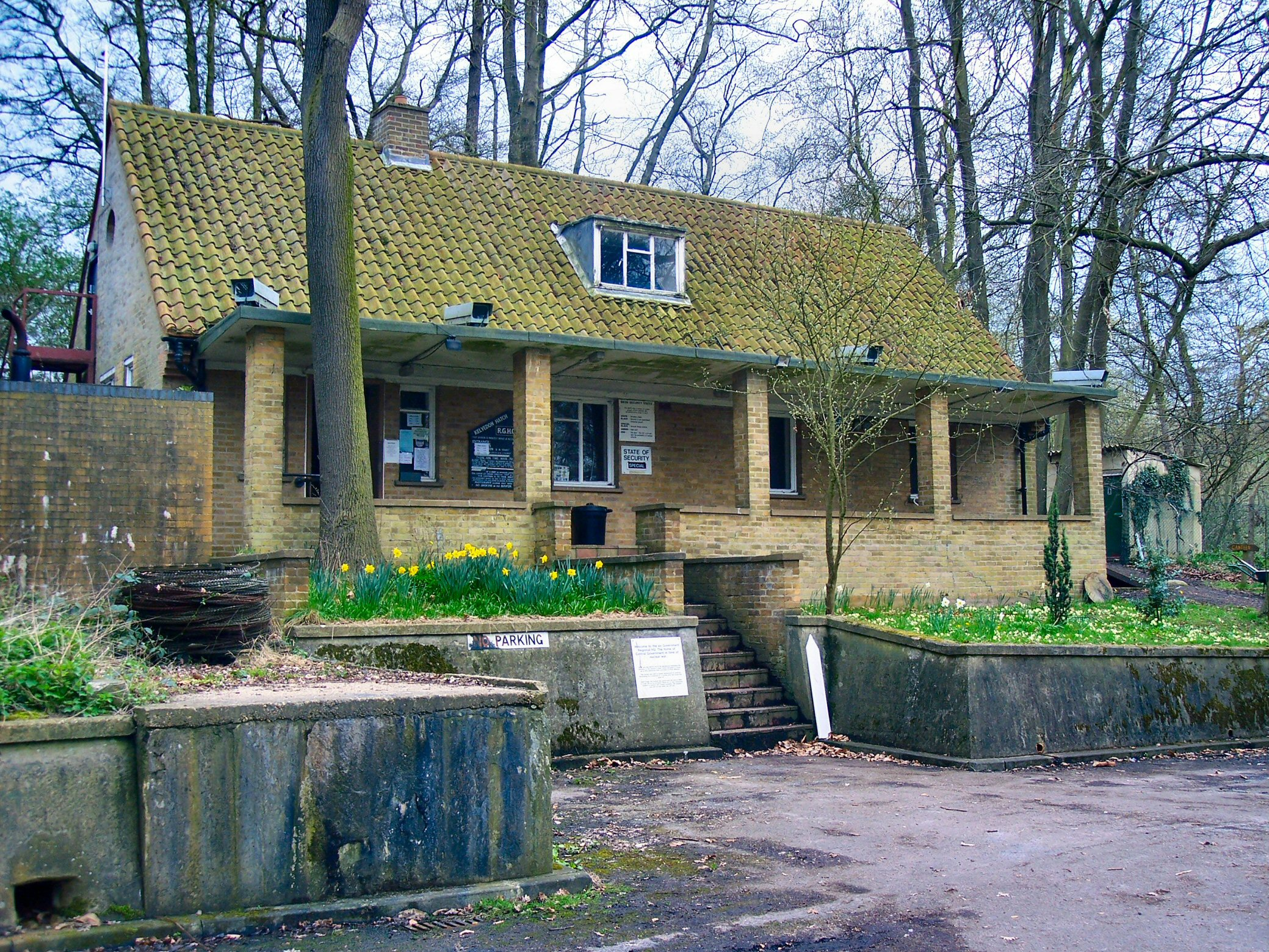
Вход в ядерный бункер в Келведон Хетче

В Уорли, пригороде Брентвуда, базируется Эссекский пехотный полк Британской армии. Полк был образован в 1881 году путём объединения 44-го и 56-го пехотных полков. После объединения, вплоть до 1958 года, полк принимал участие во многих вооруженных конфликтах: Англо-Бурской войне, Первой мировой, Войне за независимость Ирландии, Второй мировой войне.
Вблизи Брентвуда в местечке Келведон Хетч в начале 1950-х был построен большой подземный бункер, потенциальная резиденция региональных властей времен холодной войны. Бункер был открыт для посещений туристами в 1992 году.

## Политика и власть
При выборах в Палату Общин город входит в одномандатный округ «Брентвуд и Огар», в который кроме района Брентвуд входит городок Чиппинг Онгар и его окрестности. С 1992 года победу в нем бессменно одерживает консерватор Эрик Пиклс.
За гражданскую безопасность города отвечает Полиция Эссекса, имеющая в Брентвуде особый отдел по борьбе с экономическими преступлениями.

## Культура

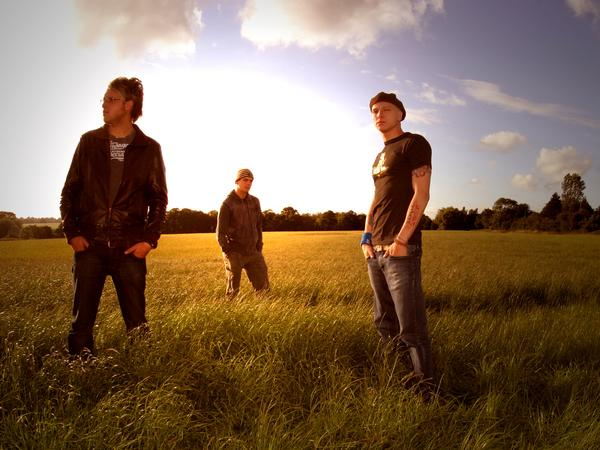
Рок-группа «InMe»

В 1996 году в Брентвуде была сформирована рок-группа впоследствии названная «InMe».
В Брентвуде были сняты эпизоды телевизионного реалити-шоу «The Apprentice».

## Образование

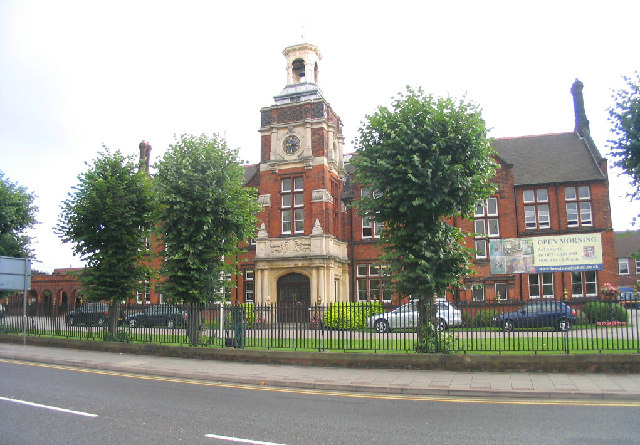
Школа Брентвуда

Школа Брентвуда основана в 1558 году, в настоящее время насчитывается более тысячи учащихся и более ста человек преподавательского состава.

## Спорт
Футбольный клуб «Брентвуд Таун» основан 1954 году, выступает в сезоне 2011/2012 в Первом дивизионе (Север) Истмийской лиги. Баскетбольный клуб «Лондонские Леопарды» основан в 1997 году, выступает в Первом дивизионе Английской баскетбольной лиги.
Кроме игровых видов спорта в городе развиты прыжки на батуте.

## Природа
136 квадратных километров района Брентвуд отведены под зеленые насаждения. Насаждения стали сектором так называемого «Метропольного зелёного пояса», созданного вокруг Лондона.

## Известные жители

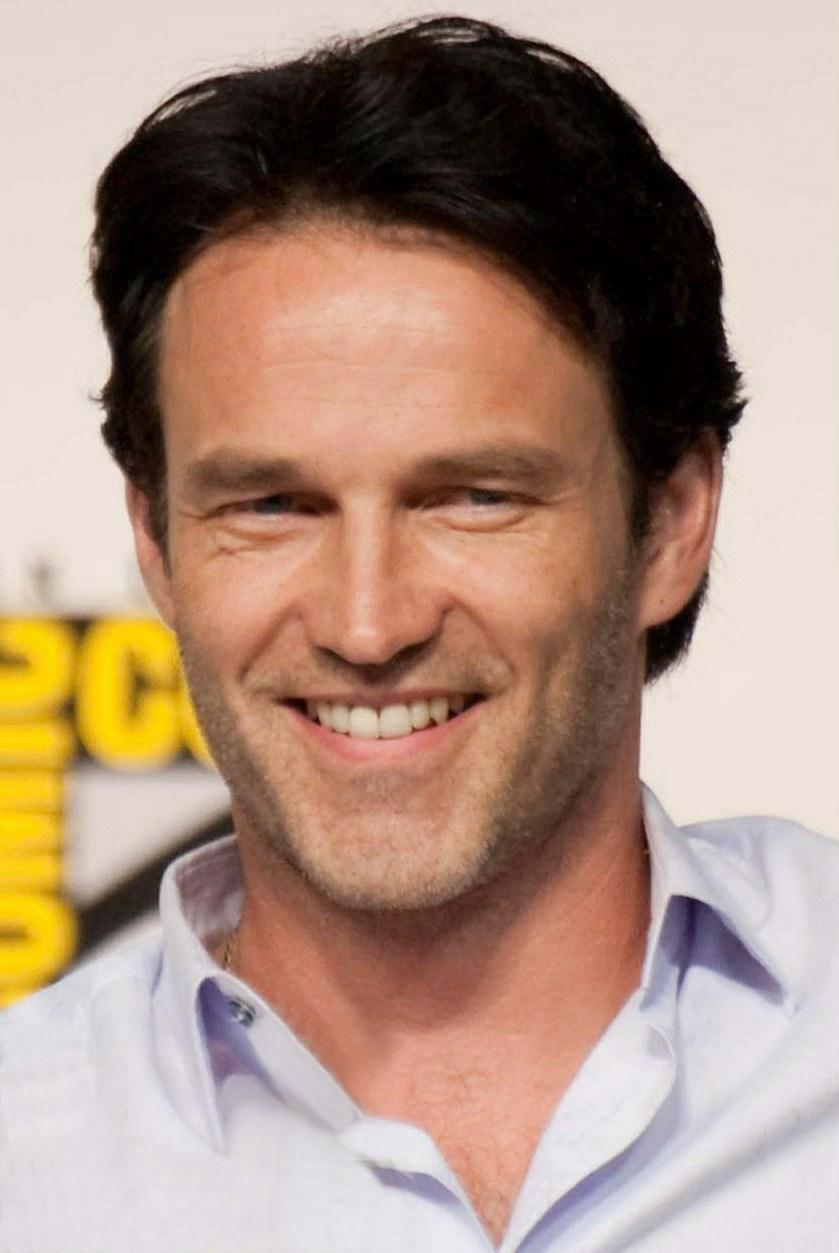
Стивен Мойер

- Дуглас Адамс — писатель, драматург и сценарист, автор юмористических фантастических произведений.
- Фрэнк Бруно — боксёр-профессионал, в 1995 году стал чемпионом мира среди профессионалов в тяжёлом весе по версии «WBC».
- Джон Джервис, 1-й граф Сент-Винсент — адмирал эпохи революционных и Наполеоновских войн.
- Грифф Риз Джонс — комик, актёр, писатель и телеведущий.
- Стив Дэвис — профессиональный игрок в снукер.
- Сара Кейн — драматург.
- Пикси Лотт — певица, танцовщица и актриса.
- Фрэнк Лэмпард — футболист, полузащитник, сыграл более ста матчей за «Вест Хэм Юнайтед» и более трёхсот за «Челси».
- Дэйв Макферсон — музыкант, участник группы «InMe».
- Джоди Марш — модель и телеведущая.
- Стивен Мойер — актёр, сыграл одну из главных ролей в американском драматическом телесериале «Настоящая кровь».
- Пол Уикенс — музыкант, композитор.
- Иэн Понт — спортсмен, игрок в крикет. С 1985 по 1988 год играл за «Крикетный клуб графства Эссекс».
- Джонти Хирнден — историк, телеведущий.
- Эми Чайлдс — модель и телеведущая.
- Леддра Чапман — певица.
- Ноэл Эдмондс — телеведущий и диджей.